# Rue Viète
La rue Viète est une voie située dans le 17e arrondissement de Paris de Paris, en France.

## Situation et accès
Située dans le quartier de la plaine Monceau, la rue Viète relie le boulevard Malesherbes, au no 45, à l'avenue de Villiers, au no 56. Elle longe le lycée Carnot sur 159 mètres et une largeur de 12 mètres. Elle se prolonge par la rue Édouard-Detaille et abrite l'ambassade d'Arménie en France.

## Origine du nom

Blason de François Viète.

La rue Viète prend son nom du mathématicien François Viète (1540-1603), initiateur de l'algèbre spécieuse et a été nommée ainsi sur proposition de l'érudit Aristide Marre en raison du voisinage du lycée Carnot (ancienne école Monge).

## Historique
Cette voie est ouverte en 1879 sous sa dénomination actuelle. Son alignement a été décidé par décret le 5 mars 1880 et son numérotage a été effectué par arrêté du 14 juin 1880.

## Bâtiments remarquables et lieux de mémoire
- No 3 et 3 bis : cet hôtel fut construit en 1880 pour le peintre Giuseppe De Nittis[1].
- No 3 : ici demeurait lors de son séjour à Paris en 1885 le peintre brésilien Rodolfo Amoedo (1857-1941)[2] ;
  - le sculpteur russe Antoine Pevsner vécut ici ;
  - Edmond Loutil habita cette maison jusqu'à sa mort en 1959.
- No 9 : ambassade d'Arménie en France, locataire des lieux[3].

## Autres rues Viète
On compte des rues Viète à Tours, à Niort, à Perpignan, La Rochelle, Foussais-Payré, Lagord et Valence ; une rue  Viette à Montbéliard, Audincourt, à Valentigney et à Exincourt ainsi qu'une place Viète à Fontenay-le-Comte et un centre du même nom à Nantes.